# Episodi di Blue Bloods (prima stagione)
La prima stagione della serie televisiva Blue Bloods è stata trasmessa in prima visione negli Stati Uniti d'America da CBS dal 24 settembre 2010 al 13 maggio 2011.
La stagione ha debuttato in prima visione in lingua italiana in Svizzera su RSI LA1 il 2 febbraio 2011; l'emittente ha trasmesso i primi dodici episodi fino al 20 aprile 2011, mentre i restanti dieci episodi sono stati trasmessi, sempre in prima TV, dal 27 settembre al 1º novembre 2011. In Italia la stagione ha debuttato in chiaro su Rai 2 l'11 marzo 2011 con i primi undici episodi, ed è ripresa dal successivo 23 settembre con i rimanenti.
| nº | Titolo originale   | Titolo italiano      | Prima TV USA      | Prima TV Svizzera |
| -- | ------------------ | -------------------- | ----------------- | ----------------- |
| 1  | Pilot              | La legge dei Reagan  | 24 settembre 2010 | 2 febbraio 2011   |
| 2  | Samaritan          | Il buon samaritano   | 1º ottobre 2010   | 9 febbraio 2011   |
| 3  | Privilege          | L'intoccabile        | 8 ottobre 2010    | 16 febbraio 2011  |
| 4  | Officer Down       | Morte di un agente   | 15 ottobre 2010   | 23 febbraio 2011  |
| 5  | What You See       | Con il fiato sospeso | 22 ottobre 2010   | 2 marzo 2011      |
| 6  | Smack Attack       | Overdose             | 29 ottobre 2010   | 9 marzo 2011      |
| 7  | Brothers           | Fratelli             | 5 novembre 2010   | 16 marzo 2011     |
| 8  | Chinatown          | Chinatown            | 12 novembre 2010  | 23 marzo 2011     |
| 9  | Re-Do              | Criminali in libertà | 19 novembre 2010  | 30 marzo 2011     |
| 10 | After Hours        | After Hour           | 3 dicembre 2010   | 6 aprile 2011     |
| 11 | Little Fish        | Pesce piccolo        | 19 gennaio 2011   | 13 aprile 2011    |
| 12 | Family Ties        | Legami di famiglia   | 26 gennaio 2011   | 20 aprile 2011    |
| 13 | Hall of Mirrors    | 48 ore               | 2 febbraio 2011   | 27 settembre 2011 |
| 14 | My Funny Valentine | Buon San Valentino   | 9 febbraio 2011   | 4 ottobre 2011    |
| 15 | Dedication         | Dedizione            | 18 febbraio 2011  | 4 ottobre 2011    |
| 16 | Age of Innocence   | L'età dell'innocenza | 25 febbraio 2011  | 11 ottobre 2011   |
| 17 | Silver Star        | Stella d'argento     | 11 marzo 2011     | 11 ottobre 2011   |
| 18 | To Tell the Truth  | Delitto d'onore      | 1º aprile 2011    | 18 ottobre 2011   |
| 19 | Model Behavior     | Sorelle              | 8 aprile 2011     | 18 ottobre 2011   |
| 20 | All That Glitters  | Un omicidio scomodo  | 29 aprile 2011    | 25 ottobre 2011   |
| 21 | Cellar Boy         | Vecchi ricordi       | 6 maggio 2011     | 25 ottobre 2011   |
| 22 | The Blue Templar   | Il templare blu      | 13 maggio 2011    | 1º novembre 2011  |

## La legge dei Reagan
- Titolo originale: Pilot
- Diretto da: Michael Cuesta
- Scritto da: Robin Green e Mitchell Burgess

### Trama
A New York la famiglia Reagan è entusiasta per il diploma di Jamie all'Accademia di Polizia, ma il giorno stesso Danny, il maggiore dei fratelli si trova sulle tracce di una bambina scomparsa e Frank si rivolge alla stampa riguardo al caso; purtroppo quando trovano un sospettato Danny usa troppa violenza e questo potrebbe permettere la liberazione del criminale. Jamie viene avvicinato da due poliziotti degli Affari Interni, affinché lo aiutino a infiltrarsi in un'organizzazione chiamata "Il Templare Blu", una società segreta dentro il Dipartimento che è dietro la morte di suo fratello Joe, che non è stata un incidente.

## Il buon samaritano
- Titolo originale: Samaritan
- Diretto da: Ralph Hemecker
- Scritto da: Ken Sanzel

### Trama
Dopo essere scagionato dagli Affari Interni, Danny viene assegnato ai crimini maggiori e indaga su un caso della metropolitana dove il responsabile è il capo di una banda molto violenta e pericolosa che ha filmato l'intera rapina e poi la fatta caricare in rete. I Reagan contemplano i diritti e i torti di prendere in mano la situazione quando un membro della banda che ha rapinato la metropolitana viene trovato ucciso ucciso. Il responsabile della sua morte si costituisce ma Danny vuole aiutarlo, perché andrà in prigione solo per aver cercato di fare la cosa giusta; ma non è finita perché il capo della banda è ancora in libertà e deve essere fermato. Jamie è ancora titubante per la storia di suo fratello ma il suo contatto gli chiede di infiltrarsi nell'organizzazione per far luce sulla sua morte.

## L'intoccabile
- Titolo originale: Privilege
- Diretto da: Stephen Gyllenhaal
- Scritto da: Brian Burns

### Trama
Danny, Erin e Frank indagano sullo stupro di due studentesse universitarie di cui è messa molto male, che non è la prima di una serie di aggressioni all'interno del campus, il cui sospettato è il figlio di un diplomatico argentino che gode dell'immunità diplomatica. Tuttavia, Danny non intende retrocedere e cercherà in tutti modi di arrestare questo stupratore. Jamie continua la sua formazione con il sergente Renzulli, che gli insegna come leggere le persone, ma inizia interessarsi al Templare Blu, soprattutto quando scopre che suo fratello Danny ne faceva parte.

## Morte di un agente
- Titolo originale: Officer Down
- Diretto da: Ralph Hemecker
- Scritto da: Thomas Kelly

### Trama
Danny, insieme alla sua partner Jackie Curatola si trova a rintracciare gli assassini di un agente di polizia avvenuta durante una rapina in una gioielleria del centro. Grazie ad alcune indagini scoprono che due dei rapinatori sono figli di due importanti boss del crimine organizzato mentre il terzo complice, quello che ha sparato all'agente, è un albanese pericoloso e ricercato dall'Interpol. Questo caso riaccende i vecchi ricordi in Henry, il padre di Frank, che invece di andare a trovare una vecchia conoscenza. Nikki, la figlia di Erin ritorna dal viaggio con suo padre a San Francisco.

## Con il fiato sospeso
- Titolo originale: What You See
- Diretto da: Félix Alcalá
- Scritto da: Julie Hébert

### Trama
I Reagan stanno discutendo sui pro e contro della profilazione dei musulmani mentre il resto dei Reagan devono sventrare un attentato che dovrebbe avvenire nel centro di Manhattan. Ma, Danny si preoccupa per Linda vista la situazione.

## Overdose
- Titolo originale: Smack Attack
- Diretto da: Gwyneth Horder-Payton
- Scritto da: Siobhan Bryne-O'Connor

### Trama
Danny e Jackie indagano su una serie di morti di adolescenti dovute per overdose.

## Fratelli
- Titolo originale: Brothers
- Diretto da: Frederick K. Keller
- Scritto da: Mark Rosner

### Trama
Quando Erin cerca di condannare un leader di una banda, usando il fratello di quest'ultimo come esca. Nel frattempo, Danny cerca di proteggere Jamie, ma le cose si scaldano.

## Chinatown
- Titolo originale: Chinatown
- Diretto da: Michael Pressman
- Scritto da: Diana Son

### Trama
Jamie è testimone di un crimine in corso, portando alla morte di un sospetto durante un inseguimento e Danny, per scagionare Jamie indaga sul caso nonostante gli Affari Interni lo vietano.

## Criminali in libertà
- Titolo originale: Re-Do
- Diretto da: Rosemary Rodriguez
- Scritto da: Julie Hébert

### Trama
Tre pericolosi criminali vengono rilasciati a causa di errori nella documentazione del test del DNA, tra cui uno dei tre vuole pianificare una vendetta verso Erin per ucciderla.

## After Hour
- Titolo originale: After Hour
- Diretto da: Alex Zakrzewski
- Scritto da: Brian Burns

### Trama
Danny assiste all'omicidio di un buttafuori fuori da una discoteca, mentre Frank affronta le polemiche quando un suo ex partner sta manomettendo i documenti di arresto.

## Pesce piccolo
- Titolo originale: Little Fish
- Diretto da: Michael Pressman
- Scritto da: Siobhan Bryne-O'Connor

### Trama
Danny e Jackie indagano sul ritrovamento di un cadavere di una escort di alto livello nell'East River, e Jamie incontra il detective Sonny Malevsky, vecchio partner del suo fratello defunto Joe, ed è sospettoso nei suoi confronti.
Frank invece torna ad affrontare un caso che lo tormenta da 25 anni.

## Legami di famiglia
- Titolo originale: Family Ties
- Diretto da: Stephen Gyllenhaal
- Scritto da: Mark Rosner

### Trama
Danny esplora il mondo della mafia russa dopo l'omicidio del figlio di un gangster, nel frattempo Erin si ritrova a dover affrontare un caso di corruzione da parte del suo capo.

## 48 ore
- Titolo originale: Hall of Terrors
- Diretto da: Frederik K. Keller
- Scritto da: Thomas Kelly

### Trama
Danny indaga sull'omicidio di un agente antiterrorismo che si era infiltrato nel terrorismo musulmano, intanto Jamie aiuta una ragazza quando denuncia effrazioni nella sua abitazione.

## Buon San Valentino
- Titolo originale: My Funny Valentine
- Diretto da: John Polson
- Scritto da: Diana Son

### Trama
Danny e Jackie sono sulle tracce di un'adolescente rapita. Intanto Erin prende una svolta inaspettata quando sua figlia organizza una cena per San Valentino e Frank indaga su un caso per identità errata.

## Dedizione
- Titolo originale: Dedication
- Diretto da: Jan Eliasberg
- Scritto da: Kevin Wade

### Trama
Quando Frank viene ferito fuori da un ristorante, le forze di polizia iniziano una caccia all'uomo in tutta la città.

## L'età dell'innocenza
- Titolo originale: Age of Innocence
- Diretto da: Félix Alcalá
- Scritto da: Amanda Green

### Trama
Danny e Jackie indagano sull'omicidio di un'adolescente senza nome avvenuta fuori da un hotel, sospettando di una prostituta che era stata vista nel filmato di sorveglianza dell'hotel dando filo da torcere alla vittima. Mentre Frank incorre nelle ire dell'addetto stampa del sindaco quando rifiuta la sua offerta di aumentare il suo profilo sui media, e Jamie e Renzulli hanno il compito di rintracciare un giovane artista di graffiti di talento che tagga le attività commerciali locali.

## Stella d'argento
- Titolo originale: Silver Star
- Diretto da: Ralph Hemecker
- Scritto da: Thomas Kelly

### Trama
Danny e Jackie indagano sull'omicidio di un veterano di guerra in Afghanistan, Frank si occupa di un articolo di giornale che indica il suo interesse a candidarsi a sindaco e Jamie e Renzulli setacciano la zona per cercare un possibile testimone del pestaggio.

## Delitto d'onore
- Titolo originale: To Tell the Truth
- Diretto da: Alex Zakrzewski
- Scritto da: Siobhan Bryne-O'Connor

### Trama
Danny é testimone di un omicidio ordinato da un signore della droga peruviano con una storia di intimidazione di testimoni.

## Sorelle
- Titolo originale: Model Behavior
- Diretto da: Matt Penn
- Scritto da: Brian Burns

### Trama
Danny e Jackie indagano su un caso di avvelenamento che coinvolge una nipote di Linda durante una sfilata di moda e Frank è in missione personale per scoprire dove si trovi un pastore di San Luca.

## Un omicidio scomodo
- Titolo originale: All That Glitters
- Diretto da: Michael Pressman
- Scritto da: Gwendolyn M. Parker

### Trama
Le frustrazioni di Frank aumentano quando i media sensazionalizzano l'omicidio di un turista su cui sta indagando Danny. Jamie invece continua le sue indagini sul Templare Blu.

## Vecchi ricordi
- Titolo originale: Cellar Boy
- Diretto da: Karen Gaviola
- Scritto da: Diana Son, Robin Green e Mitchell Burgess

### Trama
Danny indaga sul duplice omicidio di una coppia di anziani nonché loro vicini di casa, invece Jamie perde la sua arma d'ordinanza rubata dal suo armadietto e Frank ha un battibecco con il sindaco per il budget della polizia.

## Il templare blu
- Titolo originale: The Blue Templar
- Diretto da: Frederick K. Keller
- Scritto da: Kevin Wade

### Trama
Jamie condivide con la famiglia i suoi sospetti sull'omicidio di Joe e dell'ormai famigerato Templare Blu.